# Censalets
Els Censalets és una muntanya de 645 metres que es troba al municipi de Juncosa, a la comarca catalana de les Garrigues.
Al cim podem trobar-hi un vèrtex geodèsic (referència 256127001).